# Carnotita

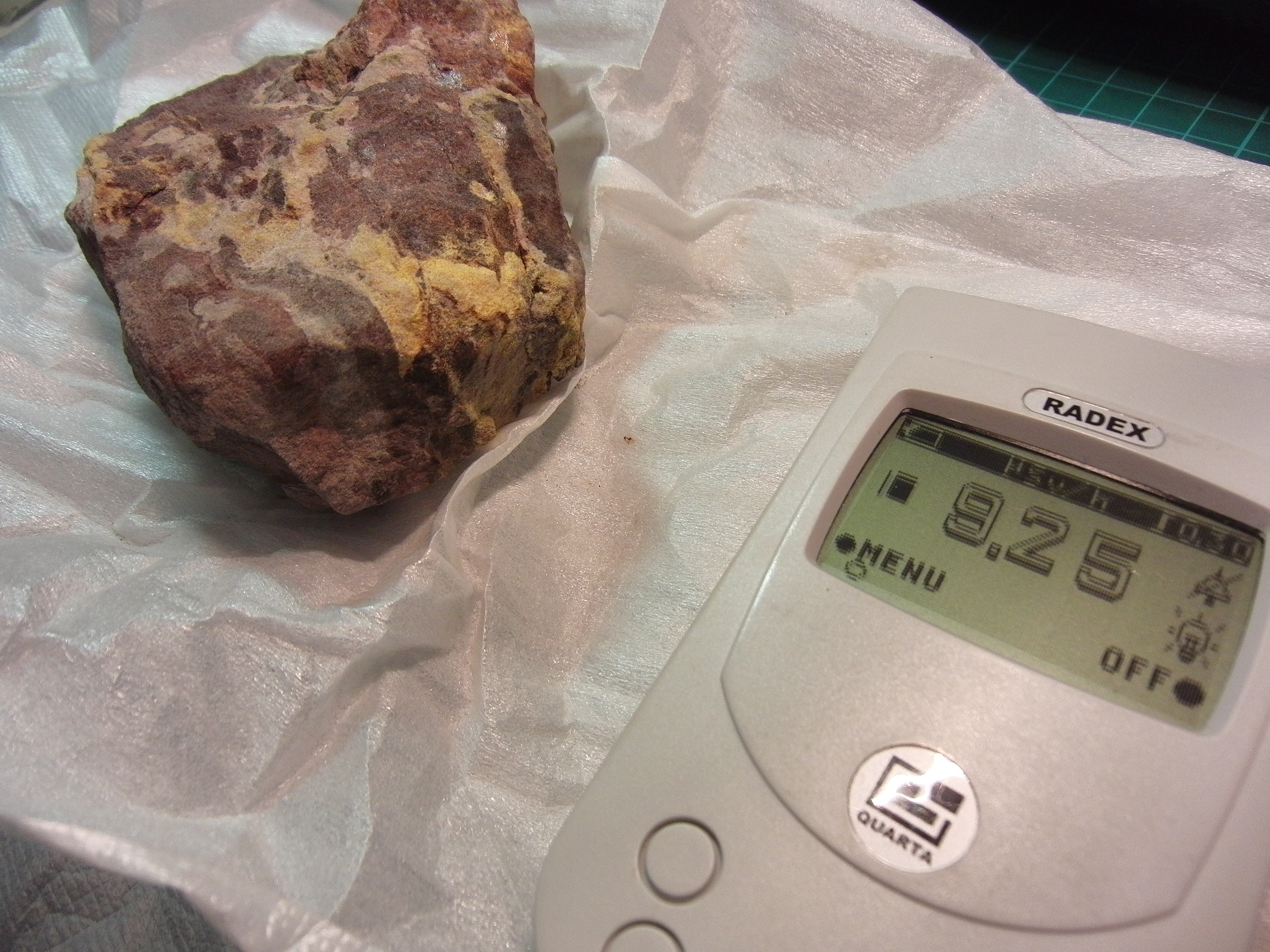
Un contador Geiger con una roca de carnotita.

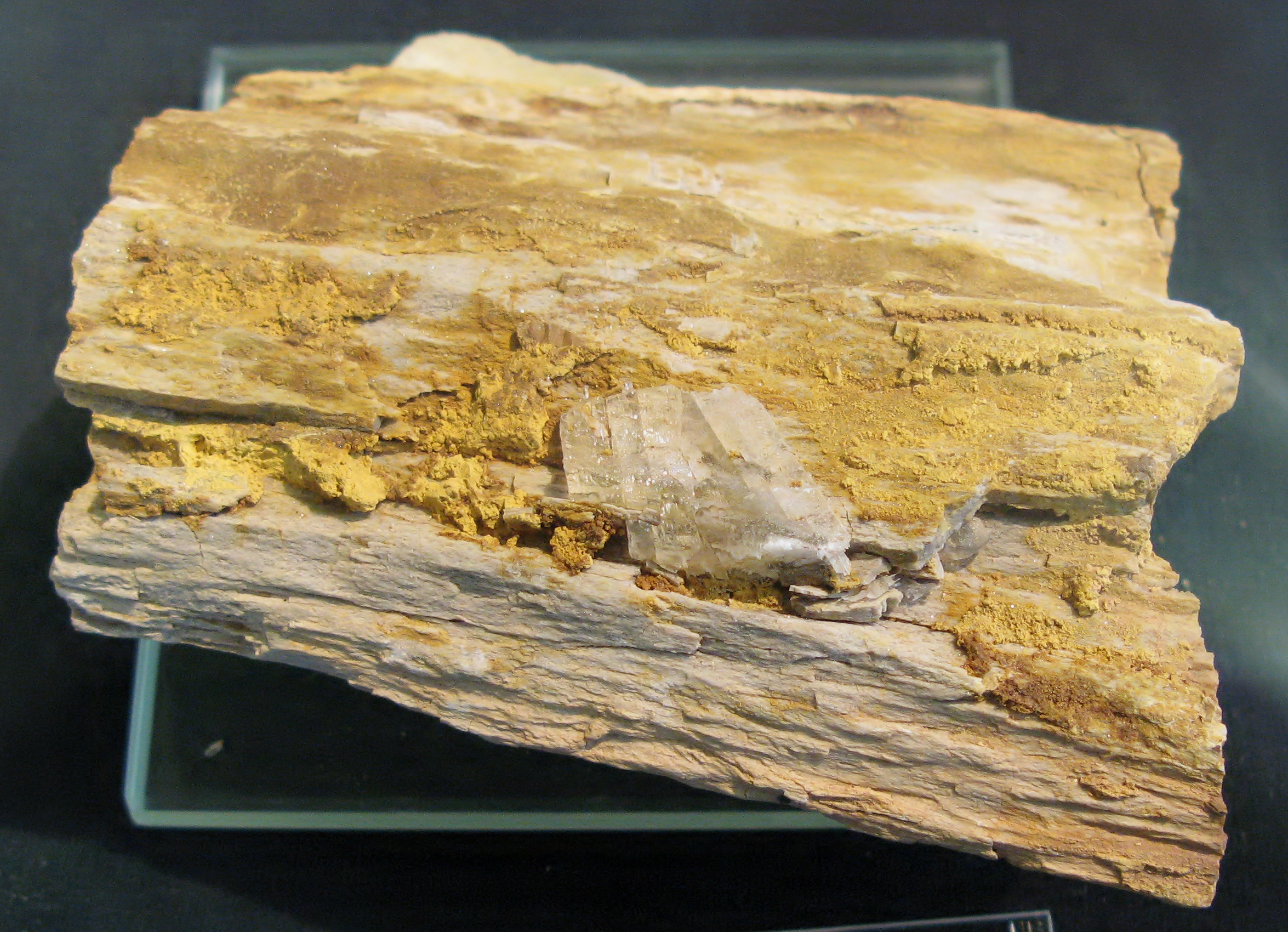
Carnotita en una madera fosilizada de St. George, Utah

La carnotita es un mineral del grupo VII/E según la clasificación de Strunz. Es un vanadato de potasio y uranio con fórmula química K2(UO2)2(VO4)2·3H2O. Su contenido en agua puede variar y a menudo presenta pequeñas cantidades de calcio, bario, magnesio, hierro y sodio.
Suele encontrarse como masas cristalinas o pulverulentas, en forma de diminutos granos, diseminados o como costras. Los cristales son aplanados, romboédricos o en forma de listones. Puede ser de color amarillo limón o amarillo verdoso brillante, fácilmente soluble en ácidos.
La carnotita es un mineral que se encuentra típicamente como cortezas y copos en areniscas. Normalmente la carnotita se encuentra concentrada o dispersa en minas y yacimientos de uranio y arenisca. Cantidades tan bajas como un uno por ciento darán a las areniscas un color amarillo brillante. Es un mineral secundario de vanadio y uranio primarios, hallado normalmente en rocas sedimentarias en zonas áridas. Su alto contenido en uranio hace a la carnotita una importante mena de uranio, además de radiactivo. Como tal, es importante en la región del Altoplano del Colorado en Estados Unidos, donde se halla como diseminaciones en arenisca y concentraciones en torno a troncos petrificados. También se encuentra en Zaire, Marruecos, Australia, Kazajistán, Australia y Congo.
Existen varios minerales relacionados, incluyendo la margaritasita ((Cs,K,H3O)2(UO2)(VO4)2·H2O) y la tyuyamunita (Ca(UO2)2(VO4)2·5-8H2O).

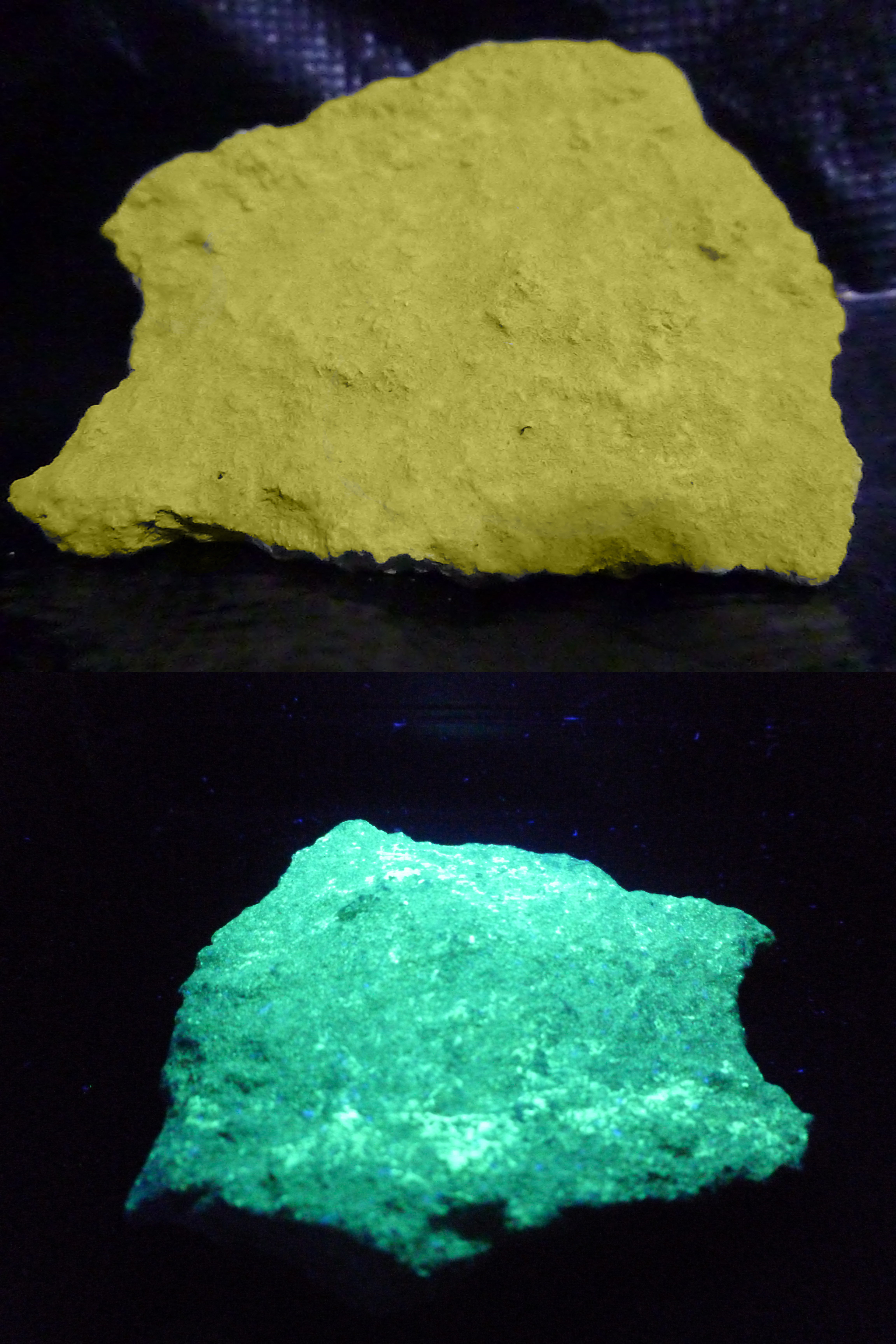
Luminiscencia de la Carnotita.

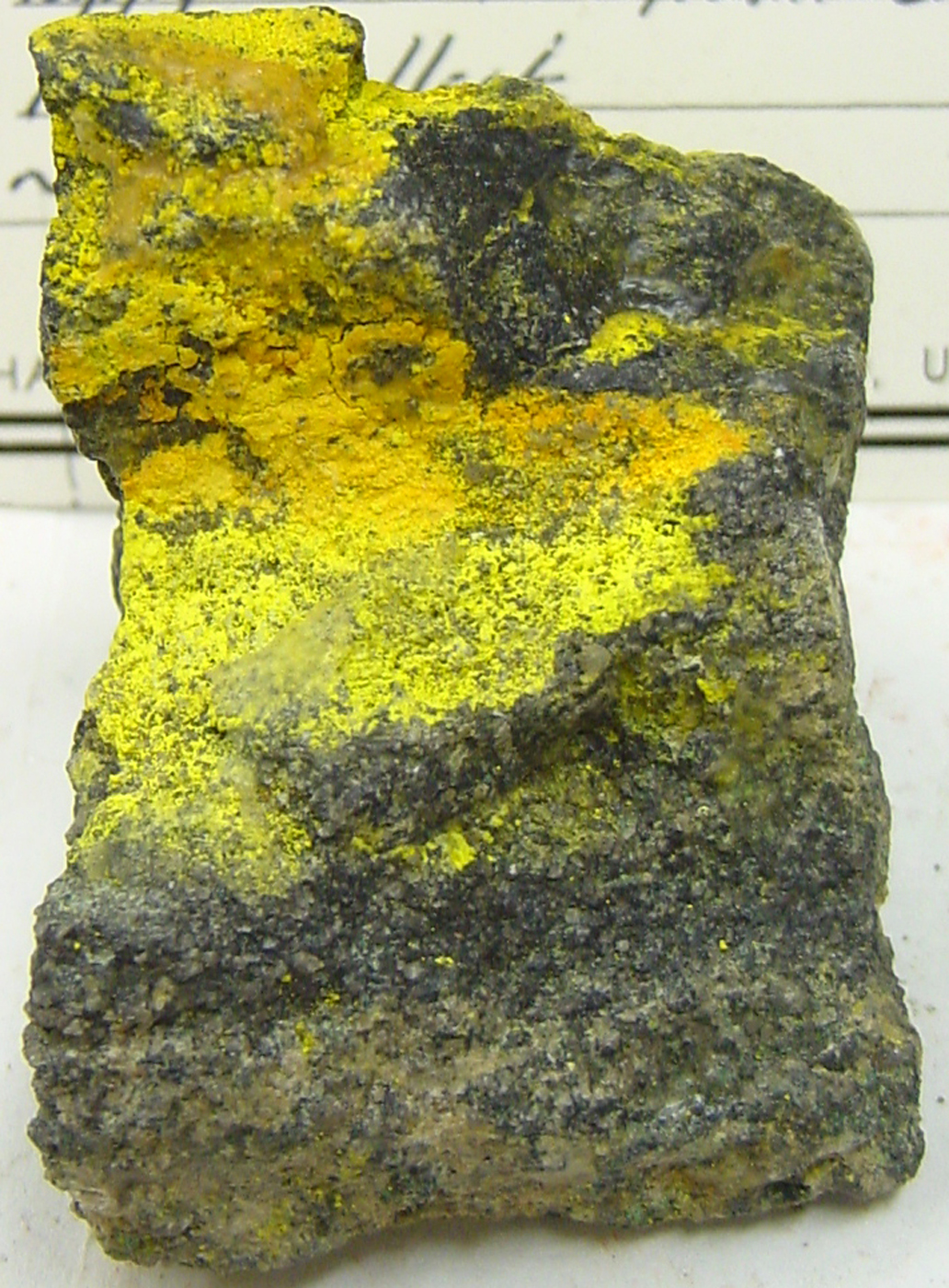
Carnotita de la Mina Happy Jack, Utah

## Historia
El mineral fue descrito por primera vez en 1899 por los científicos franceses M. M. Freidel y E. Cumenge, que lo identificaron en especímenes de Roc Creek  en el condado de Montrose, Colorado, Estados Unidos. Se nombra en reconocimiento del ingeniero de minas y químico francés  Marie Adolphe Carnot (1839-1920).